# Rugby Club hyérois
 (juillet 2022).
Si vous disposez d'ouvrages ou d'articles de référence ou si vous connaissez des sites web de qualité traitant du thème abordé ici, merci de compléter l'article en donnant les références utiles à sa vérifiabilité et en les liant à la section « Notes et références ».
Ne doit pas être confondu avec le Rugby club Hyères Carqueiranne La Crau, club créé en 2000.
Maillots
Le Rugby club hyérois est un club français de rugby à XV, basé à Hyères.

## Histoire
Le Rugby club hyérois a effectué cinq saisons au plus haut niveau, entraîné par André Véran, dans la 1re division du championnat de France :
- 1983-1984 : battu en match de barrage pour les 8e de finale et demi-finaliste de la coupe de France
- 1984-1985 : battu en barrage pour les 8e de finale par le La Voulte sportif
- 1985-1986 : non qualifié et demi-finaliste de la coupe de France
- 1986-1987 : battu en 8e de finale par le RC Toulon futur champion.
- 1987-1988 : non qualifié

En 2000, le club fusionne avec l'Union sportive de Carqueiranne, donnant naissance au Rugby club Carqueiranne Hyères,.

## Palmarès
- Championnat de France de première division :
  - Huitièmes de finaliste (1) : 1987
- Coupe de France :
  - Demi-finaliste (2) : 1984 et 1986

## Personnalités du club

### Internationaux français fournis par le club
- Léopold Servole (7 sélections)
- Jean Prin-Clary (10 sélections)
- Franck Comba (13 sélections)

### Anciens joueurs
- Alain Guilbert
- Jean-Claude Langlade
- Pierre Pommier

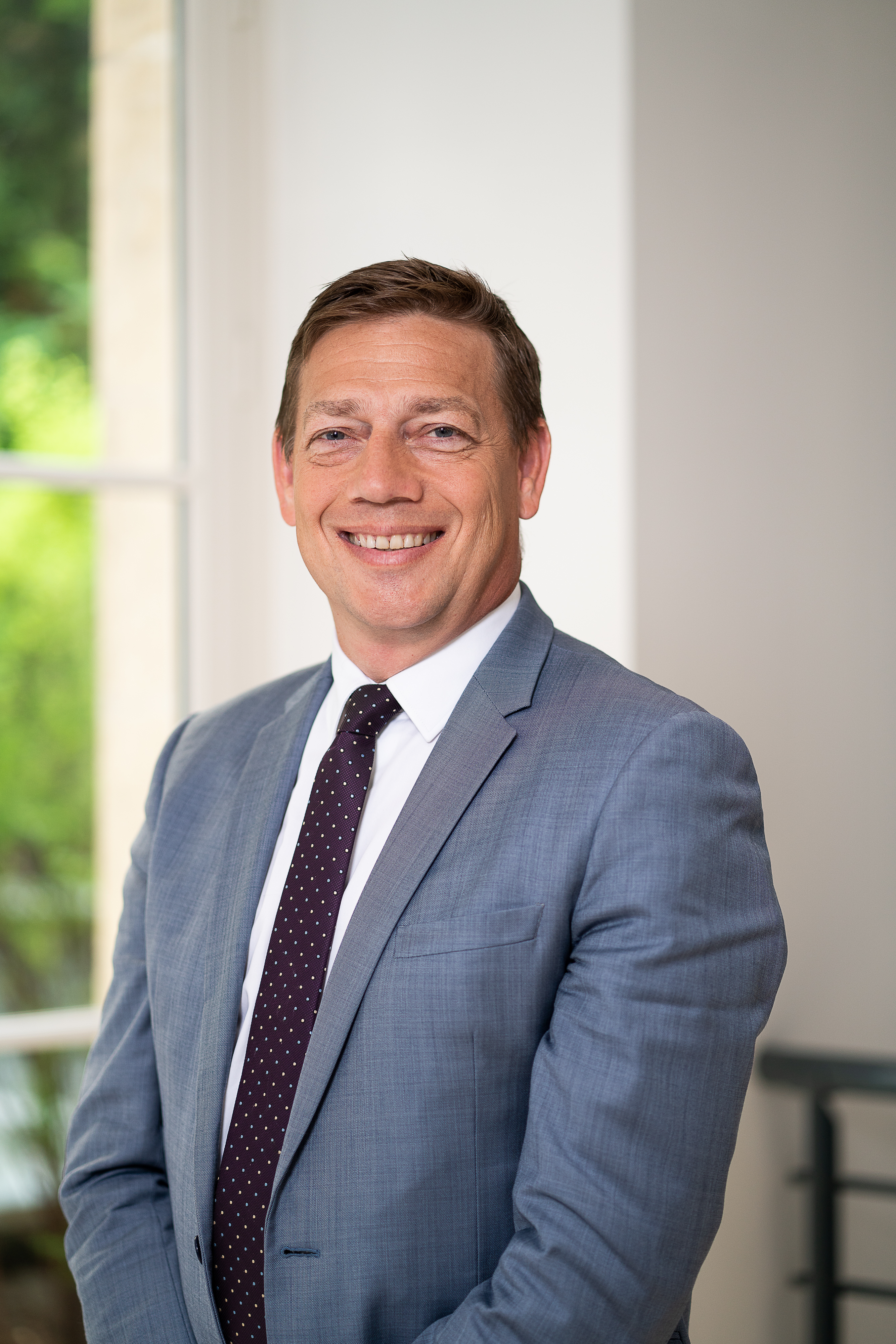
Jean-Christophe Repon

- Jean-Christophe Repon